# 桎梏
| ウィキペディアには「桎梏」という見出しの百科事典記事はありません（タイトルに「桎梏」を含むページの一覧/「桎梏」で始まるページの一覧）。 代わりにウィクショナリーのページ「桎梏」が役に立つかもしれません。 |